# Lobophora variegata
Lobophora variegata är en fjärilsart som beskrevs av Barend J. Lempke 1950. Lobophora variegata ingår i släktet Lobophora och familjen mätare. Inga underarter finns listade i Catalogue of Life.